# Afrilobus jocquei
Espèce
Afrilobus jocquei est une espèce d'araignées aranéomorphes de la famille des Orsolobidae.

## Distribution
Cette espèce est endémique  du Malawi. Elle se rencontre entre 2 300 et 2 850 m d'altitude sur le massif Mulanje et les plateaux Lichenya et Nyika.

## Description
Le mâle holotype mesure 3,41 mm.

## Étymologie
Cette espèce est nommée en l'honneur de Rudy Jocqué.

## Publication originale
- Griswold & Platnick, 1987 : On the first African spiders of the family Orsolobidae (Araneae, Dysderidae). American Museum novitates, no 2892, p. 1-14 (texte intégral).